# Kerikeri

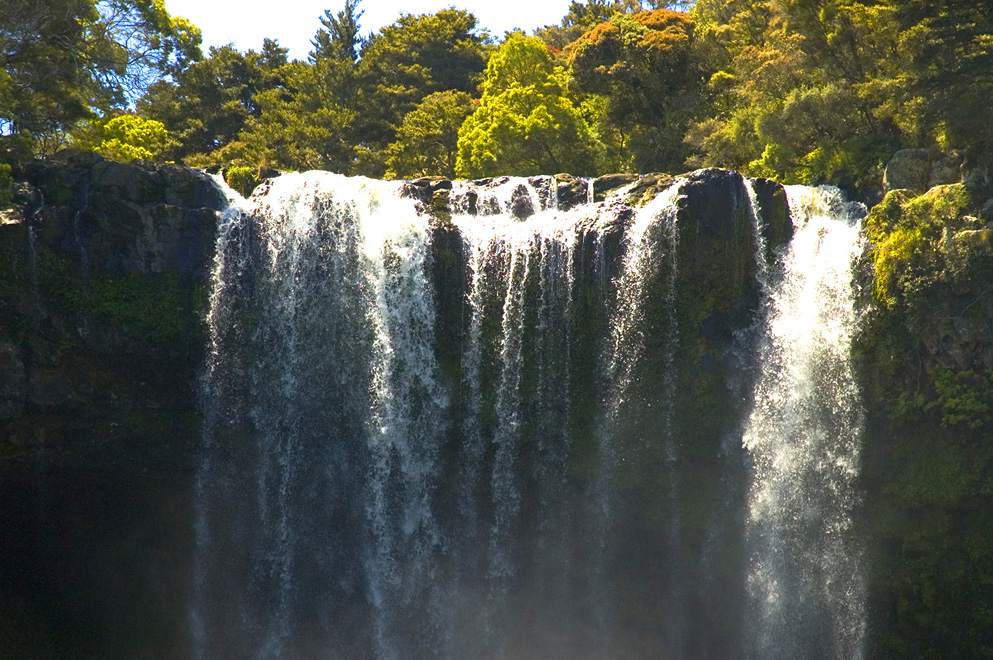
Die Rainbow-Wasserfälle bei Kerikeri

Kerikeri ist eine kleine Stadt im Far North District der Region Northland auf der Nordinsel von Neuseeland.

## Geographie
Die Stadt befindet sich rund 65 km nordnordwestlich von Whangārei und rund 63 km südöstlich von Kaitaia am Kerikeri Inlet, einem Nebenarm der Bay of Islands. Der nächstliegende Ort, Kaikohe, liegt rund 25 km südwestlich der Stadt.

## Geschichte
Die Gegend um Kerikeri gehört zu einer der ersten Landesteile in Neuseeland, die von Europäern besiedelt wurde. Noch heute findet man hier das älteste Haus Neuseelands sowie das älteste erhaltene Steinhaus des Landes. Zur Zeit der Errichtung dieser Gebäude wurde der Ort Gloucestertown oder auch Gloucester Town genannt. Zuvor diente das Gebiet als Pā (befestigte Siedlung) des Māori-Häuptlings Hongi Hika.
Das älteste Holzgebäude des Landes, das Mission House wird seit über 100 Jahren meist Kemp House genannt und wurde im Jahr 1822 von der Church Missionary Society, einem evangelischen Missionierungsverein errichtet. Das Haus wurde anfangs von John Butler, dem ersten Geistlichen des Landes bewohnt, bis 1832 der Schmied der Mission, James Kemp mit seiner Frau Charlotte einzog und sie schließlich 1859 das Grundstück um das Haus durch Tausch erwarben. Danach blieb das Gebäude bis 1976 in Privatbesitz, bis es letztendlich dem Staat übergeben wurde.
Kerikeri wird oft als „Wiege Neuseelands“ bezeichnet, da in diesem Ort die erste Missionsstation des Landes errichtet wurde und hier einige der ältesten noch erhaltenen Gebäude des Staates stehen.

## Bevölkerung
Zum Zensus des Jahres 2013 zählte der Ort 6504 Einwohner, 11,0 % mehr als zur Volkszählung im Jahr 2006.

## Wirtschaft
Das Ortszentrum von Kerikeri besteht im Wesentlichen aus zwei Hauptstraßen, der Cobham Road und der Kerikeri Road. Entlang dieser Straßen hat sich zumeist Kleingewerbe angesiedelt, Industrieansiedlungen gibt es in der Stadt nicht.
Die wichtigste Einkommensquelle der fruchtbare Region um Kerikeri stellt der Obstanbau dar, auf dessen Plantagen unter anderem zahlreiche Saisonarbeiter beschäftigt sind. Eine weitere wirtschaftliche Basis stellt der Tourismus dar.

## Infrastruktur

### Straßenverkehr
Rund 2 km westlich von Kerikeri führt der New Zealand State Highway 10 vorbei, der die Stadt mit den nördlichen und südlichen Landesteilen verbindet.

### Flughafen
Südwestlich der Stadt befindet sich der Bay of Islands Airport, der über eine Start-Lande-Piste verfügt und regelmäßig von kleinen Maschinen der Fluggesellschaften von Air New Zealand und Air Nelson angeflogen wird.

## Sehenswürdigkeiten
Für Touristen sind die historischen Gebäude interessant. Dazu gehört ein nachgebildetes Māori-Dorf, Rewa Village, und die Rainbow Falls. Unweit des Kemp House befindet sich der Stone Store, das älteste Steingebäude Neuseelands.

## Persönlichkeiten
- Elizabeth Colenso (1821–1904), Missionarin, Lehrerin und Übersetzerin für Englisch und Māori